# Corvo-marinho-de-orelhas
Corvo-marinho-de-orelhas (Nannopterum auritus) é uma ave da família Phalacrocoracidae.

## Caracterização
O corvo-marinho-de-orelhas mede entre 70 e 90 cm de comprimento, com envergadura alcançando entre 114 e 132 cm e peso entre 1,2 e 2,5 kg. Ambos os sexos são semelhantes, apresentando plumagem escura, um longo pescoço e base do bico amarelada ou alaranjada. Durante o período reprodutivo, apresentam uma crista branca, negra ou alvinegra em cada lado da cabeça, acima dos olhos. A íris é esverdeada. Juvenis possuem plumagem castanha ou cinzenta.

## Distribuição e habitat
É uma espécie com grande distribuição, sendo encontrada desde o sul do Alasca e Canadá (Nova Inglaterra) até o México e Baamas. Raramente visto na Grã-Bretanha, Irlanda e Açores.